# Горелое (Сумская область)
Горелое (укр. Горіле) — село, Берёзовская сельская община, Шосткинский район, Сумская область, Украина.
Код КОАТУУ — 5921581901. Население по переписи 2001 года составляло 319 человек.

## Географическое положение
Село Горелое находится у истоков реки Шостка. На расстоянии до 1,5 км расположены сёла Жалковщина, Отрадное и Клочковка. К селу примыкает большой лесной массив (дуб).

## История
- Вблизи села обнаружены остатки поселения эпохи позднего неолита, в котором найдено 178 каменных молотков.
- Село известно со второй половины XVII века.

## Экономика
- Молочно-товарная ферма работала до 1996 года.
- ООО «Колос» до 1996 года.

## Объекты социальной сферы
- Школа І-ІІ ст. не работает с 2005 года